# 莫拉·希利
莫拉·特蕾西·希利（英語：Maura Tracy Healey；1971年2月8日—），美國民主黨籍政治人物及律師。曾任麻薩諸塞州總檢察長，2022年美國選舉當選並在次年起就任麻薩諸塞州州長。成為麻薩諸塞州首位公開同性戀身份州長及第2位麻薩諸塞州女州長。